# Кришљовце
Кришљовце (слч. Krišľovce) насељено је мјесто са административним статусом сеоске општине (слч. obec) у округу Стропков, у Прешовском крају, Словачка Република.

## Становништво
| Година:    | 1994. | 2004.    | 2014.    | 2024.    |
| ---------- | ----- | -------- | -------- | -------- |
| Број људи: | 59    | 47       | 33       | 27       |
| Разлика:   |       | -20,33 % | -29,78 % | -18,18 % |

| Година:    | 2023. | 2024.   |
| ---------- | ----- | ------- |
| Број људи: | 28    | 27      |
| Разлика:   |       | -3,57 % |

Према подацима о броју становника из 2024. године насеље је имало 27 становника.